# Estrada Romana e Ponte sobre o rio Tinhela
A Estrada Romana e Ponte sobre o rio Tinhela é um conjunto arquitetónico histórico localizada na freguesia e no município de Murça, distrito de Vila Real, em Portugal.
A ponte sobre o rio Tinhela e a calçada, no norte de Portugal, é um dos rastros deixados pela civilização romana quando dominou a Península Ibérica. Durante a dinastia filipina a ponte foi restaurada, sendo por este motivo também denominada de ponte filipina, tendo sido objeto posteriormente de reparações pontuais.
A Estrada Romana e Ponte sobre o rio Tinhela estão classificadas como Imóvel de Interesse Público desde 1983.

## Via Romana
Em Murça existem vestígios da via romana que servia de ligação entre Astorga (um município da Espanha) e a foz do rio Douro, atravessando o rio Tinhela através da ponte romana e que depois desta se divide em sentido a Braga e ao vale do rio Douro.

## Características e estrutura da ponte
A ponte romana sobre o rio Tinhela em 12,5 metros de comprimento, 3 metros de largura e 5 metros de altura. Esta ponte é formada por pedras tendo como estrutura básica um arco de volta perfeita, típico das construções romanas.
Para compreender como funciona a sua estrutura é necessário perceber o funcionamento do arco tão utilizado na arquitetura romana. O arco é um sistema estrutural que possui uma grande estabilidade, funcionando por meio da compressão. Estes eram feitos em torno de uma forma de madeira que mantinha as pedras firmes até a colocação de uma pedra central que distribuía o peso por igual para cada lado do arco.
O terreno, ao receber essa carga, forma uma força de reação que passa de pedra em pedra até chegar empurrando a pedra fundamental que está apoiando a carga. O arco é melhor do que paredes retas tanto em termos de resistência como em eficiência, estes requerem muito menos materiais e são muito fortes para suportar pesos em cima.

## Murça e a sua arquitetura histórica
O concelho de Murça possui uma história interessante que se revela em seus monumentos arquitetónicos, como por exemplo, a ponte medieval em Noura, a Capela da Misericórdia (séc XVIII), o pelourinho manuelino (séc XVI), o famoso monumento da porca de Murça que tornou-se um símbolo do conselho e entre outros, a Ponte Romana que foi construída com a chegada dos romanos por volta do século II a.c.
O conselho da Murça, do distrito de Vila Real, está incluído na Região Norte, no Trás-os-Montes e localiza-se na margem direita do rio Tinhela (afluente da Tua),a cerca de 100 km a nordeste do Porto. O conselho é moldado por um conjunto de elevações naturais, destacando-se as serras de São Domingos e da Garria. A área que ocupa é de 189,4 km2, na qual se distribuem 9 freguesias, entre as quais se destacamos a freguesia da Murça com a sua ponte Romana.
A economia do concelho baseia-se principalmente no sector-primário, quase exclusivamente e exclusivamente nas actividades agrícolas, como a olivicultura, a vitivinicultura, a pecuária, a silvicultura. O vinho produzido nessa região é a actividade agrícola que mais lucro dá no conselho.    